# Azita Ghahreman
Fatemeh Azita Ghahreman, född 3 april 1962 i Mashad i Iran, är en iransk-svensk poet. 
Hon har haft uppdrag i FN och organisationen Läkare utan gränser samt som persiskalärare. Hon bodde tidigare i Malmö men bor numera i Sundbyberg. Hon var gift med Sohrab Rahimi (1962–2016).
Hon har givit ut åtta böcker på persiska, två böcker på engelska och fyra böcker på svenska på Smockadoll Förlag samt översatt en bok från engelska och fyra böcker från svenska till persiska. Hon är medlem i Författarcentrum.

### Diktsamlingar på engelska
- Poetry Translation Center London (2012). Featured translators: Maura Dooley, Elhum Shakerifar (collected poems in English) ISBN 978-0-9560576-8-6
- Negative of a Group Photograph (2018). Featured translators: Maura Dooley, Elhum Shakerifar, London Bloodaxe Books, ISBN 9781780374369

### Diktsamlingar på persiska
- Avazhaaye havva ("Evas sånger") Ardeshir Förlag, Mashhad, Iran 1990,
- Tandishaaye paeezi ("Höstens skulpturer") Gole-Aftab förlag, Mashhad, Iran 1996,
- Faramooshi aine sadei daarad ("Glömskan är en enkel ceremoni") Nika Förlag, Mashhad, Iran 2002,
- Īnjā ḥūmih'hā-yi kalagh ast. Malmö: Smockadoll. Libris 11262348, ISBN 9789186175009, 2009,
- Zani aamad maraa bepooshad ("Kvinnan som kom för att klä mig"), Ahange-digar förlag, Teheran, Iran 2009,
- Shabih khaani ("Rekviem"), Arast förlag, Stavanger, Norge, 2012
- Hipnos dar matab doktor kaligari, Bootimar förlag, Teheran, Iran, 2014
- Ghayeghi ke maraa aavard, Solens bokförlag, Malmö, Sverige, 2014

### Diktsamlingar på svenska
- Dikter: fyra diktsamlingar. Serie splint, Ghahreman, Azita; Rahimi Sohrab, Carlsson Kristian (2009). Malmö: Smockadoll. Libris 11689694, ISBN 978-91-86175-06-1
- Under hypnos i Dr. Caligaris kabinett. Serie splint,Ghahreman, Azita; Rahimi Sohrab, Carlsson Kristian (2012). Malmö: Smockadoll. Libris 12752249, ISBN 978-91-86175-17-7
- Serendips loggbok: dikter. Serie splint ;Ghahreman, Azita; Rahimi Sohrab, Carlsson Kristian (2013). Malmö: Smockadoll. Libris 14612104, ISBN 9789186175276

### Prosa
- De mest jordliga sakernas anfall, Ghahreman, Azita ;Rahimi Sohrab, Carlsson Kristian (2019). Malmö : Smockadoll. ISBN 978-91-86175-85-6
- Någonstans att gå vilse, Ghahreman, Azita Översättare Zohreh Azar Shahab (2022).Malmö : Smockadoll.   ISBN 978-9189099265[3]

### Översättningar
- Jai ke piadero be payan miresad (originalets titel: Where the sidewalk ends, Shell Silverstein), tillsammans med Morteza Behravan, Hamrah förlag, Teheran (2000),från engelska till persiska
- roshanaye tariki (valda dikter av Tomas Tranströmer översatt till persiska), tillsammans med Sohrab Rahimi, Arast Förlag, Stavanger, (Norge 2012), från svenska till persiska
- a simple narrativ (valda dikter av Lundquist, Marie översatt till persiska) London: Hs Media. (2015), ISBN 9781780834290 från svenska till persiska
- Stad utan murar, city without borders (valda dikter av William-Olsson, Magnus översatt till persiska), London: Hs Media.(2015) ISBN 9789186175306 från svenska till persiska
- Zanhaa dar kopenhag (valda dikter av Hav, Niels översatt till persiska). Teheran: Bootimar, (2015) Från danska till persiska
- Companion shade and wind, författare: Shorab Rahimi, Översättare: Azita Ghahraman, ISBN 978-1542464451, (2017), från svenska till persiska